# Найнитал (округ)
Найнитал (хинди नैनीताल जिला, англ. Nainital) — округ с административным центром в одноимённом городе в индийском штате Уттаракханд.
Округ расположен в предгорьях Гималаев, в регионе Кумаон, граничит с округами Алмора, Удхам-Сингх-Нагар и Чампават.
Население округа, по данным переписи 2011 года, составляет 954 605 жителей, из них 493 666 (51,71%) — мужчины, 460 939 (48,29%) — женщины; доля детей в возрасте от 0 до 6 лет в общей популяции превышает 13%. Общая площадь территории — 4251 км², плотность населения 225 чел./км². По конфессиональному составу среди проживающих преобладают индусы — 809 717 (84,82%); мусульман насчитывается 120 742 (12,65%), сикхов 17 419 (1,82%), христиан 5091 (0,53%), буддистов 570 (0,06%). Самые крупные города по численности населения — Халдвани (364 129) и Рамнагар (153 738), на третьем месте административный центр округа (и региона) Найнитал (150 389).
Уровень грамотности населения в целом составляет 72,96%, при этом среди мужчин показатель достигает 78,15%, среди женщин —  67,41%.
Неподалёку от Рамнагара в округе находится старейший (создан в 1936 г.) национальный парк Индии «Корбетт» (англ. Jim Corbett National Park), где на площади 521 км² представлено 488 различных видов растений, в том числе около 110 видов деревьев, обитают 50 видов млекопитающих, включая бенгальских тигров, леопардов, индийских слонов, гималайских медведей, разнообразных оленей (мунтжак, замбар, свиной олень и пр.); 585 видов птиц, среди которых хохлатый змееяд, розовоголовый кольчатый попугай и др., 33 вида рептилий, 7 видов земноводных, 7 видов рыб и 37 видов стрекоз подотряда разнокрылых (Anisoptera). Нацпарк ежегодно посещают около 70 тыс. туристов.
С 1957 года парк носит имя уроженца округа — английского натуралиста, писателя и охотника  Джима Корбетта (1875—1955), который прославился, избавляя местных жителей от хищников-людоедов (тигров, леопардов); известен также как активный защитник дикой природы Индии. Одна из достопримечательностей округа — музей Джима Корбетта, созданный в деревне Каладхунги в округе Найнитал в летнем доме семьи, в котором будущий полковник британской индийской армии (армия Британской Индии) в детстве провёл много времени, а выйдя в отставку, поселился там и принялся писать ставшие бестселлерами повести, посвящённые индийской природе, описывая в них, в частности, охоту на зверей-людоедов и др. В деревне сохранилась также каменная Стена Корбетта длиной 7,2 км, возведённая для защиты здешних полей от потравы и вытаптывания дикими животными.